# ستايند
ستايند هي فرقة روك أمريكية من مدينة سبرينغفيلد، تأسست عام 1995 من قبل أرون لويس، مايك موشوك، جوني أبريل وجون ويسوكي.

## روابط خارجية
ستايند على موقع IMDb (الإنجليزية)
- ستايند على موقع ميوزك برينز (الإنجليزية)
- ستايند على موقع أول ميوزيك (الإنجليزية)
- ستايند على موقع ديسكوغز (الإنجليزية)